# Monodelphis
Monodelphis là một chi động vật có vú trong họ Didelphidae, bộ Didelphimorphia. Chi này được Burnett miêu tả năm 1829. Loài điển hình của chi này là Monodelphis brachyura Burnett, 1830 (= Didelphys brachyuros Schreber, 1777, = Didelphis brevicaudata Erxleben, 1777) by subsequent designation (Matschie, 1916).

## Hình ảnh

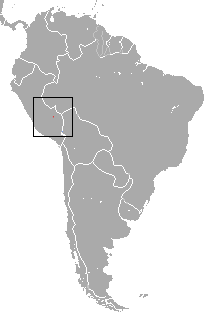

## Các loài
Chi này gồm các loài: